# The North Face
The North Face, Inc. è un'azienda statunitense che produce abbigliamento, calzature e accessori per la montagna. Dal 2000 è divenuta sussidiaria della VF Corporation. I prodotti sono indicati per alpinisti, arrampicatori, escursionisti, praticanti di snowboard, per chi vive in montagna, e per atleti.
La linea di abbigliamento è conosciuta per il suo uso in spedizioni sul monte Everest, come di altre attività all'aperto e come abbigliamento di moda.

## Storia
L'azienda venne fondata nel 1966 a San Francisco dal miliardario ecologista Douglas Tompkins e da sua moglie Susie Tompkins.
Il suo logo è stato disegnato da David Alcorn nel 1971 e ritrae l'Half Dome, roccia granitica locata nel Parco nazionale di Yosemite.
Nel 2000 l'azienda viene acquisita dalla VF Corporation in un accordo da 25,4 milioni di dollari, divenendo così una sua sussidiaria.

## Controversie
Nel maggio del 2019 The North Face ha usato Wikipedia per cercare di promuovere i propri prodotti nei risultati delle ricerche di Google durante una campagna pubblicitaria. Tali azioni hanno violato le condizioni di utilizzo di Wikipedia.